# San Leibowitz e il Papa del giorno dopo
San Leibowitz e il Papa del giorno dopo (Saint Leibowitz and the Wild Horse Woman) è un romanzo di fantascienza di Walter M. Miller pubblicato postumo nel 1997. È il seguito del romanzo-capolavoro di Miller Un cantico per Leibowitz, di cui costituisce un'espansione più che una continuazione temporale. Il romanzo dopo la morte di Miller è stato completato dallo scrittore Terry Bisson.

## Storia editoriale
Miller scrisse gran parte del romanzo prima della sua morte avvenuta nel 1996 (affetto da depressione, si suicidò con un colpo di fucile il 9 gennaio 1996). L'opera fu portata a compimento da Terry Bisson, che ha comunque aggiunto meno di 100 pagine.
Cronologicamente il romanzo si colloca circa 80 anni dopo la seconda parte di Un cantico per Leibowitz che porta il titolo Fiat Lux ed è stato pertanto definito un "midquel". Nel romanzo, la città di New Rome (Nuova Roma) è stata conquistata e distrutta dallo stato del Texark e il Papato è in esilio nella città di Valana.
Un Cantico per Leibowitz era in realtà composto da tre racconti lunghi, o romanzi brevi: il primo si svolge quasi a ridosso della catastrofe atomica, il secondo quando l'umanità comincia a ricostruire la tecnologia perduta e il terzo in un futuro lontanissimo, quando l'umanità ha addirittura superato il punto in cui tutto era stato perso.
Lo stesso Terry Bisson, dopo aver letto il manoscritto, ha deciso di non modificare, né cancellare nemmeno una parola delle 600 pagine che Miller gli aveva lasciato. Di questo corposo manoscritto Bisson disse: "Era geniale. Era bello. Era quasi perfetto".

## Trama
La storia racconta il piano elaborato da un diacono e dai suoi seguaci per unificare gli stati rimasti indipendenti per combattere contro l'Impero, in modo tale che la Chiesa possa riconquistare il potere perduto ai tempi di Benedetto XXII settant'anni prima circa.
Il racconto segue una serie di personaggi, quasi tutti religiosi, in un pericoloso momento del periodo di riscoperta della tecnologia. La narrazione prende il via dal Convento di San Leibowitz.
In questo mondo è particolarmente importante la presenza dei Nomadi, un popolo che discende dai pellerossa e che si dividono nelle grandi tribù dei Locusta, dei Caniselvatici e dei Granconigli.
Non esiste un solo protagonista, anche se il più presente è il monaco, di origine Locusta, che si chiama Dentenero battezzato George.
Il libro è ricco di avventure, grandi viaggi per partecipare ai conclave che si tengono nella città di Valana, in cui il Papato è insediato in esilio. In questa epoca i Papi durano pochi mesi (se ne contano sette in sei anni: Lino VI, Alabastro II, Alabastro III, Lino VII, Amen I, Amen II, Sorely I) continuamente eliminati da diversi nemici della Chiesa, ma anche da sicari prodotti all'interno del clero stesso.
In più l'Impero del Texark occupa la città di Valana. L'Impero controlla anche il luogo originale dell'insediamento papale, cioè Nuova Roma (l'attuale città di St. Louis), in cui esiste la grande e misteriosa basilica di San Pietro, che nessuno ha più veduto da molti anni.
L'Impero è tecnologicamente più avanzato e quindi fortissimo, il resto della popolazione è però timorata di Dio e quindi non può perdere, per cui si scatena ben presto una guerra sanguinosissima e fratricida.
Partecipa a questo complicato panorama e alla guerra anche una terza popolazione, quella dei mutanti da radiazione: gente che ha orribili malformazioni, ma che a volte può anche essere di una bellezza disumana. Sono sprezzantemente chiamati Genix, che vuol dire Geneticamente Ripugnanti.
Sullo sfondo, sempre lui, l'Ebreo errante già visto nella precedente opera, il vecchio Benjamin Eleazar, che vaga e interagisce coi diversi personaggi.

## Ambientazione
La zona riprodotta nella mappa dei luoghi allegata al romanzo è molto vasta e comprende molti Stati centro meridionali degli USA. Da sinistra (ovest) e da nord a sud: Utah, Arizona, Colorado, New Mexico, parte del Messico, Nebraska, Kansas, Oklahoma, Texas, Iowa, Illinois, Indiana, Missouri, Arkansas, Mississippi e Louisiana. In questo modo si spiegano meglio i lunghissimi periodi di cammino dei personaggi e l'enormità del territorio.
Alcune delle località più importanti per la trama del romanzo corrispondono a città realmente esistenti, anche dove non viene precisato nel racconto.
Ad esempio, l’Abbazia di San Leibowitz non è mai identificata con un luogo ben preciso, ma doveva sorgere poco a nord di Albuquerque, probabilmente dalle parti di Los Alamos, il luogo dove hanno costruito la prima bomba atomica, che per Miller doveva essere un importante punto di riferimento.
Nuova Gerusalemme sorgeva nella Foresta di Santa Fe, Pobla è ovviamente la città di Pueblo e Valana era certamente Colorado Springs, appena a sud di Denver.
Spostandosi verso est in direzione del Mississippi (Misspì, o Grande Fiume, nel romanzo), Nuova Roma non può essere altri che St. Louis (Missouri), e a un certo punto si osservano infatti i ruderi del famoso arco sul Grande Fiume al Jefferson Memorial (Capitolo 29).
Orientandosi con questo sistema, risulterebbe che Hannegan City, la Città dell'Impero, detta anche Texarkana, sia con ogni probabilità tra l'originaria Texarkana e la città di Dallas, mentre Gialla è la città di Amarillo. Identificando facilmente la città di Tulse con l'odierna Tulsa, risulta che la Valle dei Dannati in cui abitano i Genix era al centro della Ouachita National Forest, poco a sud dell'attuale Ozark National Forest, a circa 350 chilometri da Dallas.
Si noti che a un centinaio di chilometri dalla Valle, procedendo in direzione di Dallas, oggi sorge una piccola città che si chiama proprio Texarkana.

## Edizioni
- Walter M. Miller e Terry Bisson, San Leibowitz e il Papa del giorno dopo, traduzione di Franco Giambalvo e Luigi Cozzi, Roma, La Biblioteca di Profondo Rosso, marzo 2010, ISBN 9788895294247.